# پایگاه هوایی دیلن
پایگاه هوایی دیلن (به انگلیسی: Deelen Air Base) یک فرودگاه نظامی است که یک باند فرود بتن و آسفالت دارد و طول باند آن ۲۴۰۰ متر است. این فرودگاه در شهر دیلن کشور هلند قرار دارد و در ارتفاع ۴۸ متری از سطح دریا واقع شده‌است.